# 全面专政论
全面专政论是怀仁堂政变后批判的四人帮理论之一。其论点集中于张春桥文章《论对资产阶级的全面专政》，以及姚文元文章《论林彪反党集团的社会基础》。
张春桥认为：“我们的经济基础还不稳固，资产阶级法权在所有制方面还没有完全取消，在人们的相互关系方面还严重存在，在分配方面还占统治地位。在上层建筑的各个领域，有些方面实际上仍然被资产阶级把持着，资产阶级还占着优势”，“无产阶级能不能战胜资产阶级，中国会不会变修正主义，关键在于我们能不能在一切领域、在革命发展的一切阶段始终坚持对资产阶级的全面专政。”
批判文章认为，民族资产阶级、知识分子是人民的一部分，不应视为专政对象，“四人帮”以“全面专政”为名将矛头对准全体人民。《中国共产党历史》认为，“全面专政论”无视中国经济、文化长期落后的现状，抹煞无产阶级专政的丰富内容，不谈发展生产力，不谈区分敌我矛盾和人民内部矛盾，不谈科学、文化、政治建设。